# Basselinia gracilis
Basselinia gracilis är en enhjärtbladig växtart som först beskrevs av Adolphe-Théodore Brongniart och Jean Antoine Arthur Gris och som fick sitt nu gällande namn av Eugène Vieillard.
Basselinia gracilis ingår i släktet Basselinia och familjen Arecaceae. Artens utbredningsområde är Nya Kaledonien. Inga underarter finns listade i Catalogue of Life.